# 吉良町荻原
吉良町荻原（きらちょうおぎわら）は、愛知県西尾市の地名。

## 地理

### 河川・池沼
- 矢崎川
- 中央幹線排水路
- 矢作古川

## 歴史

### 人口の変遷
国勢調査による人口および世帯数の推移。
| 1995年（平成7年）  | 425世帯 1685人 |  |
| 2000年（平成12年） | 486世帯 1749人 |  |
| 2005年（平成17年） | 555世帯 1866人 |  |
| 2010年（平成22年） | 646世帯 1978人 |  |
| 2015年（平成27年） | 648世帯 1971人 |  |
| 2020年（令和2年）  | 712世帯 2024人 |  |

## 交通
- 愛知県道42号西尾吉良線
- 愛知県道312号荻原巨海線
- 愛知県道313号荻原一色線
- 愛知県道315号下横須賀大島線

## 施設
- 西教寺
- 津島神社
- 荻西公園
- 西尾市立荻原小学校
- 西尾市立荻原保育園
- 西尾市立吉良図書館
- 尾崎士郎記念館
- 浄土真宗本願寺派教蓮寺
- 羽利神社
- 西三河農業協同組合（JA西三河）荻原支店

### WEB
1. ↑  “愛知県西尾市の町丁・字一覧”.   人口統計ラボ. 2023年12月31日閲覧。
2. 1 2  総務省統計局 (2022年2月10日). “令和2年国勢調査の調査結果(e-Stat) - 男女別人口，外国人人口及び世帯数－町丁・字等” (CSV). 2023年8月2日閲覧。
3. ↑  “読み仮名データの促音・拗音を小書きで表記するもの(zip形式) 愛知県” (zip).   日本郵便 (2024年2月29日). 2024年3月26日閲覧。
4. ↑  “市外局番の一覧” (PDF).   総務省 (2022年3月1日). 2022年3月22日閲覧。
5. ↑  “ナンバープレートについて”.   一般社団法人愛知県自動車会議所. 2024年1月21日閲覧。
6. ↑  総務省統計局 (2014年3月28日). “平成7年国勢調査の調査結果(e-Stat) - 男女別人口及び世帯数 －町丁・字等” (CSV). 2021年7月20日閲覧。
7. ↑  総務省統計局 (2014年5月30日). “平成12年国勢調査の調査結果(e-Stat) - 男女別人口及び世帯数 －町丁・字等” (CSV). 2021年7月20日閲覧。
8. ↑  総務省統計局 (2014年6月27日). “平成17年国勢調査の調査結果(e-Stat) - 男女別人口及び世帯数 －町丁・字等” (CSV). 2021年7月21日閲覧。
9. ↑  総務省統計局 (2012年1月20日). “平成22年国勢調査の調査結果(e-Stat) - 男女別人口及び世帯数 －町丁・字等” (CSV). 2021年7月21日閲覧。
10. ↑  総務省統計局 (2017年1月27日). “平成27年国勢調査の調査結果(e-Stat) - 男女別人口及び世帯数 －町丁・字等” (CSV). 2021年7月21日閲覧。